# Ульяново (Островский район)
Ульяново — деревня в Островском районе Псковской области. Входит в состав Воронцовской волости.
Расположена в 23 км к востоку от города Остров.
Постоянное население по состоянию на 2000 год в деревне отсутствовало.
До 2005 года деревня входила в состав ныне упразднённой Шаркуновской волости с центром в д.Погорелка.